# Gabeldrongo
Der Gabeldrongo, jetzt Madagaskardrongo (Dicrurus forficatus) ist ein Vogel in der Familie der Drongos.

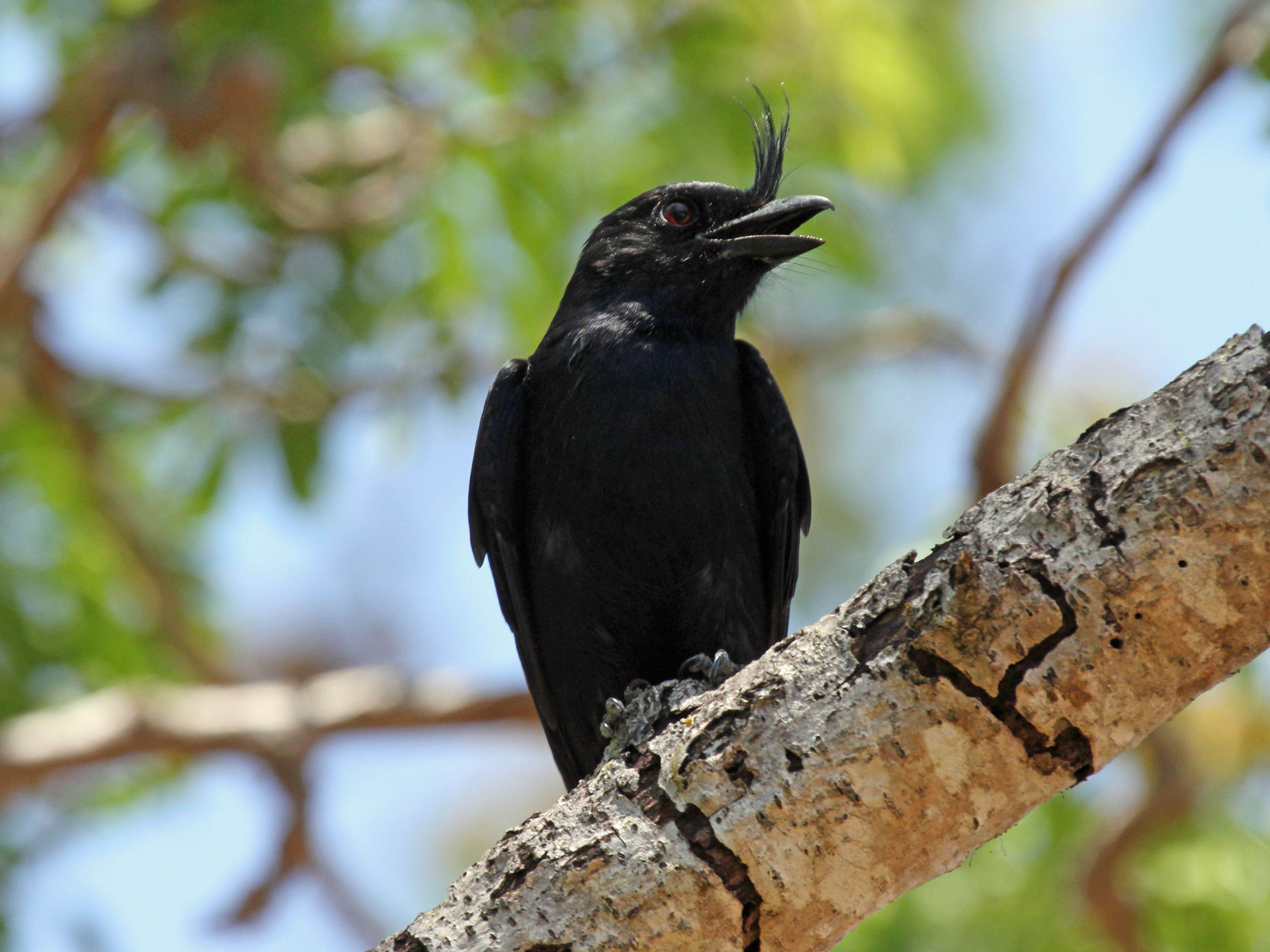
Madagaskardrongo

Das Artepitheton kommt von lateinisch forfex, forficis ‚Schere‘.

## Merkmale
Der Gabeldrongo ist durchgehend schwarz mit namensgebend gegabeltem Schwanz und einem Schopf am Schnabelansatz. Das Männchen bei der Nominatform ist etwa 26–31 cm, das Weibchen 18–25 cm groß. Beim Jungtier finden sich weißliche Fransen an Bauch und Flügeln.

## Verhalten
Der Gabeldrongo imitiert Rufe des Echsenhabichts, des Tulukuckucks, des Madagaskar-Fluchtvogels, der Rostbauchnewtonie und der Hirtenmaina, auch Lemuren und anderes.
Er ernährt sich von Wirbellosen, nämlich Spinnen und Insekten, etwa Käfern, sowie von Früchten, und ist häufig in gemischten Schwärmen („mixed flocks“) anzutreffen. Die Brutzeit liegt zwischen September und Dezember, im trockenen Südosten zwischen Oktober und Februar.

## Verbreitung und Lebensraum
Der Gabeldrongo ist als Nominatform in Madagaskar und als D. f. Potior auf den Komoren endemisch.
Er ist weit verbreitet in allen Waldgebieten bis 1875 m, meist jedoch unterhalb 1500 m zu finden.

## Geografische Variation
Es werden folgende Unterarten anerkannt:
- D. f. potior (Bangs & T. E. Penard, 1922) auf den Comoren und deutlich größer, Männchen etwa 28–32 cm
- D. f. forficatus (Linnaeus, 1766) auf Madagaskar

## Gefährdungssituation
Der Bestand gilt als nicht gefährdet (Least Concern).